# Нікотиновий інгалятор
Нікотиновий інгалятор — медичний пристрій для подачі аерозольних ліків, що використовується як допоміжний засіб в нікотин замісній терапії з метою зниження симптомів відміни, пов'язаних з припиненням куріння. Як правило, використовується пацієнтом для самостійних інгаляцій. Дозволяє доставити в організм нікотин без використання тютюну, так само, як нікотинова жувальна гумка, нікотиновий пластир чи електронна «сигарета». Нікотинові інгалятори не слід плутати з електронними «сигаретами», оскільки останні виробляють конденсаційний аерозоль — пар, а нікотиновий інгалятор — диспергаційний аерозоль.

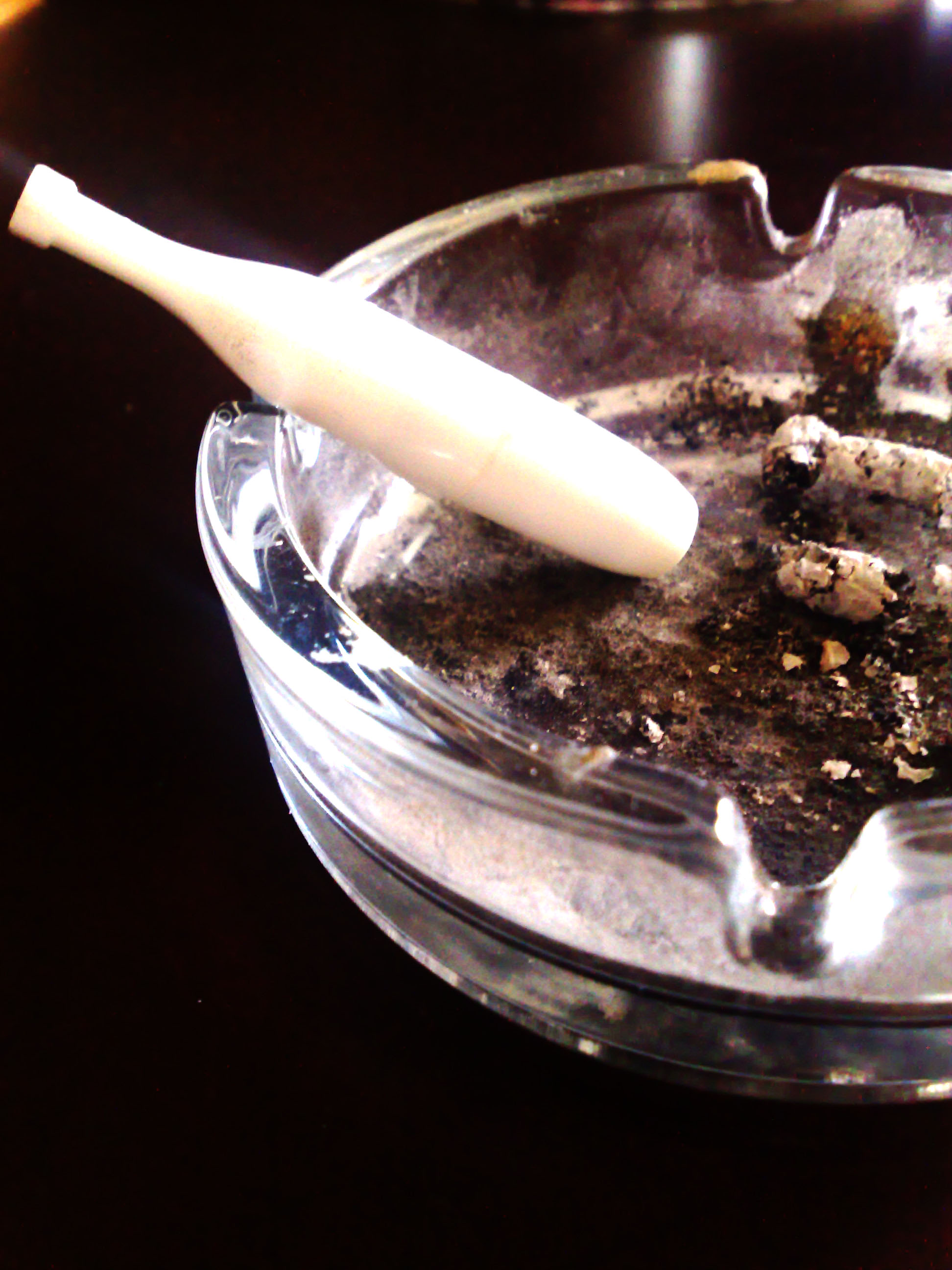
Нікотиновий інгалятор «Нікоретте», покладений в попільничку з попелом від тютюнових сигарет

## Відомі нікотинові інгалятори
Відомим нікотиновим інгалятором є Нікоретте — мундштук зі змінними картриджами, які містять по 10 мг нікотину з ментолом. Іншим відомим нікотиновим інгалятором є Nicotrol. Обидва бренди і технології запатентовані і належать американським компаніям. Американські тютюнові гіганти вперше позитивно висловились в бік лише цих інгаляторних нікотин-заміщуючих засобів.

## Застосування і дія
Нікотиновий інгалятор Нікоретте виступає в ролі сигарети і є новою розробкою серед нікотинзаміщуючих засобів. Ці пристрої виготовлені з тонкого пластику, мають циліндричну форму, іноді нагадують сигарету. В нижній частині пристрою містять ємкість заповнену нікотином. Нікотиновий інгалятор вважається більш здоровим, ніж традиційні сигарети. Цей пристрій, як і електронні «сигарети» є чутливим до температури, і у прохолодну погоду, нікотину надходить менше. Нікотиновий інгалятор вважається простішим у використанні, ніж електронні «сигарети», бо є зазвичай одноразовим і містить менше деталей. За допомогою нікотинового інгалятора можна попередити, або, в крайноьому випадку, звести до мінімуму симптоми відміни нікотину.
Для початку використання нового нікотинового інгалятора необхідно картридж помістити в мундштук. Мундштук розбірний, і складається з двох частин. Картридж вставляють в мундштук будь-яким кінцем. Після відкриття захисного шару картриджа концентрація нікотину в ньому швидко зменшується, тому його доцільно використати протягом 12 годин. Під час вдихання повітря через мундштук, в організм потрапляє лише половина дози нікотину, який міститься в картриджі. На відміну від звичайних тютюнових сигарет, використання нікотинового інгалятора підвищує вміст нікотину в плазмі крові повільно і плавно. Кількість нікотину отримуваної за допомогою вдиху через інгалятор є значно нижчою, ніж при отриманні через тютюнову сигарету. Протягом дня може бути використано від 4 до 12 одиниць картриджів. Дозування підбирається індивідуально і залежить від того, скільки нікотину потребує пацієнт для помягшення симптомів синдрому відміни. 
Побічними ефектами є подразнення слизової оболонки роту, верхніх дихальних шляхів, кашель. Зазвичай, ці симптоми зникають протягом 3 тижнів. Якщо ці симптоми зберігаються — використання нікотинового інгалятора припиняють.
Нікотиновий інгалятор протипоказано при алергії на ментол чи нікотин, бронхіальній астмі, виразці шлунку, серцево-судинних захворюваннях, вагітності. Нікотиновий аерозоль не можна використовувати одночасно з нікотиновим пластирем і нікотиновою жувальною гумкою. Використання інгалятора довше, ніж 6 місяців є небажаним. Нікотиновий інгалятор рекомендується використовувати при температурі вищій 15оС.